# Pedro Fernández (cantante)
José Martín Cuevas Cobos (Guadalajara, Jalisco, 28 de septiembre de 1967), más conocido como Pedrito Fernández o Pedro Fernández, es un cantante, actor, productor y compositor mexicano de música ranchera. Tomó su nombre y apellido artístico por parte de dos grandes figuras de la música popular mexicana, Pedro Infante y Vicente Fernández.
Inició su carrera a los 9 años de edad, participado en diferentes melodramas, Fernández ha protagonizado 3 telenovelas en México, cuenta con un total de 25 películas donde ha actuado.

## Biografía
Fernández nació en Guadalajara, Jalisco, México, cuna del Mariachi, el 28 de septiembre de 1969. Siendo el mayor de cuatro hermanos y una hermana, José Eduardo, José Luis Cuevas Jr., Juan Francisco, Gerardo, y Laura Cuevas. Los primeros años de su vida los pasó en Jalisco, para ser específicos en el municipio de Villa Corona, municipio en el que creció.
Su padre, José Luis Cuevas, fue quien lo impulsó a hacer su carrera artística presentándolo en palenques, donde conoció a Vicente Fernández, a quien Pedrito a la edad de 6 años le cantó una canción en un palenque de Tlaquepaque, Jalisco, México. El señor Fernández quedó asombrado y pocas semanas después lo llamó para viajar a la Ciudad de México y hacer pruebas en CBS; lo contrataron y grabó su primer disco.

## Carrera musical y artística

### Comienzos
Empezó su carrera internacional a los 9 años con la película La niña de la mochila azul en 1979 y el álbum del mismo nombre, que logró éxito en México y España con 200.000 discos vendidos.
Con el éxito de la canción y la película, continuó su ascenso a la fama con varios papeles en películas como Amigos, El oreja rajada, Mamá solita y la secuela La niña de la mochila azul 2, a la edad de 12 años. Además de las primeras películas, siguió teniendo éxito grabando canciones como «Guadalajara» y «La mugrosita».
En su adolescencia incursiona en la música pop, grabando temas como Maniquí, Coqueta, Muñeca ojos de miel, Un sábado más, Delincuente, etc., y a la edad de 18 años graba en español: El Ganador, (éxito del grupo sueco ABBA, The Winner Takes It All) y Absurda Confidencia (éxito del grupo británico Wham!). También graba un disco con canciones de Juan Gabriel titulado «Querida» donde hace dueto con la cantante venezolana Karina.

### Años 1990
Participa en la telenovela Alcanzar una estrella II donde se integra al grupo Muñecos de Papel, junto a artistas como Ricky Martin, Angélica Rivera, Biby Gaytán, Sasha Sokol, Marisa de Lille y Erik Rubín. Sin embargo, a él no le conviene estar en el grupo fuera de la telenovela musical por lo que continua su carrera en el género del Pop con su disco titulado «Por un amigo más», en el mismo se incluye el tema que le da título al disco, del cual se gana una demanda del compositor Riccardo Cocciante alegando que no se pidieron los permisos para grabarla, lo cual no impide que Pedro tenga éxitos con esta canción así como Que no se acabe el mundo, Oro y No hay nada como una mujer.
Pedro tiene una pausa de 3 años sin grabar material nuevo debido a problemas con su disquera, la cual le pide que si quiere volver a grabar, deje la música ranchera. En 1993 firma con la casa discográfica Polygram, la cual le abre las puertas y regresa a la música que lo vio nacer, filma los temas Lo mucho que te quiero, Gema, Los dos, Enamorada, Serenata Huasteca, entre otras y se pone de moda la música ranchera juvenil pues no había aún ningún artista joven que tuviera confianza en este género.
En 1993 graba la telenovela Buscando el paraíso como protagonista con la actriz Yolanda Andrade y antagónico Alejandro Ibarra, telenovela polémica que por primera vez en televisión toca temas como delincuencia juvenil, drogas, violación y maltrato familiar, compartiendo créditos con los actores María Rojo y Alonso Echánove.
En 1994, es lanzado su álbum Mi Forma de Sentir, dicho material alcanza el disco de platino en México, y doble platino en Estados Unidos, Venezuela, Chile y parte de Centroamérica. Con este tema musical se abre las puertas a la música vernácula juvenil, algunos títulos que contiene son el tema del mismo nombre, el cual es de la agrupación mexicana La Revolución de Emiliano Zapata, Teresa, Release me, Los recuerdos de tú amor, Loco y Si te vas, tema que el compuso y que después lo grabaría el cantante Marc Anthony, y posteriormente Margarita la Diosa de la Cumbia. Para 1995 su álbum Pedro Fernández le otorga más prestigio a nivel internacional ganando disco de platino y oro en Estados Unidos, Centro- y Sudamérica con temas como La mujer que amas, tema de la película Don Juan DeMarco, compuesta por Bryan Adams de quien recibe felicitaciones por su crossover Novillero.
En 1996 graba 4 canciones inéditas y una recopilación de éxitos, el álbum lleva por nombre Deseos y delirios, donde vienen temas como «Fueron tres años», «Si tu supieras», «Virgen india» y éxitos de discos rancheros anteriores.
En 1997 hace homenaje al cantante José Alfredo Jiménez, lanzando el álbum titulado «Tributo a José Alfredo Jiménez», contiene los temas Tú y las nubes, «Un mundo raro», «Si nos dejan», «Cuando sale la luna», «Caminos de Guanajuato», entre otras. Para 1998 lanza el material «Aventurero», contando como sencillo «Yo soy el aventurero», a partir de ahí es nombrado «El aventurero de América» y es donde empieza a darle una forma a su carrera artística. En 1999 sale a la venta el recopilado «Lo más romántico de Pedro Fernández» y una canción que le da título a la telenovela mexicana Laberintos de pasión.

### Años 2000
En 2000 grabó «Yo no fui», título también de una canción popularizada antes por Pedro Infante, diferentes canciones del disco son «Yo no fui», «Bésame, morenita», «Una rosa para ti», «A las mujeres que amé» (a dúo con Bertín Osborne) y «Sin tu amor».
En 2002 lanza «De corazón», donde interpreta temas como «El toro y la luna», «La otra» y «Papá de domingo» a dueto con su hija Gema Fernández, «Que murmuren», «Bienvenida», «El siete mares» y «¿Quién será?», etc. La carátula de este disco es una obra de arte del pintor mexicano Octavio Ocampo, «Escúchame» es grabado en 2005 bajo la discográfica Universal Music Group, algunos temas son «¿Cómo quieres que te olvide?», «Me encantas», «Yo nací pa' cantar», «Eres toda una mujer», etc.
En 2007 lanza el material discográficoDime mi amor con el sencillo «Amiga por favor», también graba con el artista español David Bisbal el tema «Sana mi herida», la cual fue interpretada en el Auditorio Nacional en donde Bisbal es el artista invitado a su 30 aniversario en el recinto antes mencionado en la Ciudad de México y causando una gran ovación. La 1.ª ocasión que cantaron esta melodía fue en Operación Triunfo España. Contiene un tema debut como compositora de su hija Karina Fernández, «A donde se nos fue el amor», entre otros más.
En 2009 lanza su material «Amarte a la antigua», tema que da título a su producción número 38, en la cual graba 2 temas de su hija Karina, en esta producción contiene el tema «Hasta que el dinero nos separe» y «Dile a las estrellas», esta primera forma parte del tema principal de la telenovela del mismo nombre, donde hace el papel protagónico al lado de Itatí Cantoral.
Cantó a la Reina Sofía, al Papa Juan Pablo II, Arnold Schwarzenegger, gobernador de California y al expresidente estadounidense George W. Bush.

### Años 2010
Para 2012 se confirma su participación en la telenovela Cachito de cielo en la cual comparte protagónico con Maite Perroni. En 2014 protagoniza la telenovela Hasta el fin del mundo al lado de Marjorie de Sousa. El 27 de octubre del mismo año se anunció su salida de la misma por causas de salud. Quien David Zepeda sería su reemplazo en su papel.
En enero de 2015, el cantante y actor fue anunciado por la cadena Telemundo como preparador del reality La Voz Kids, en el cual participó con la española Natalia Jiménez y el puertorriqueño Daddy Yankee.
Su tema Si tuviera que decirlo se ubicó en los primeros puestos de popularidad en las listas de Top Latin Songs - México de Monitor Latino.
En marzo de 2018 cumple 40 años de carrera artística y publicó una canción ranchera «Arranquense muchachos», en la que hace mención a dos figuras de la música mexicana (José Alfredo Jiménez y Cuco Sánchez). En agosto del mismo año publicó el álbum homónimo con melodías como «Cuando te vayas» y «Como ella».
En 2019 hace gira nacional e internacional con motivo de festejar su 40 aniversario de trayectoria. Ese mismo año es invitado por la cadena Telemundo a grabar el tema de la serie Preso No. 1 con el tema «Cómo te extraño mi amor» (autoría de Leo Dan).

### Últimos años
En marzo de 2020 estrena su nuevo sencillo «Cómo te extraño mi amor» el cual se convierte en todo un éxito a pocas semanas de su estreno. En noviembre del mismo año su tema «Cómo será la mujer» hace un homenaje a Rigo Tovar.
En febrero de 2021 se confirmó su protagónico para la serie Malverde: el santo patrón.
En marzo de 2023 estrenó la serie Mariachis (producción de Toño Mauri) en la plataforma de servicio HBO MAX donde protagoniza a lado de Consuelo Duval, Vadhir Derbez y Alberto Estrella.
Es invitado en la edición de Miss Universo 2024.

## Discografía

### Álbumes
- 1978: La niña de la mochila azul
- 1979: Mamá solita
- 1980: La Mugrosita
- 1981: Guadalajara
- 1981: Mis 9 Años
- 1982: Rosa María
- 1982: La de los hoyitos
- 1983: Coqueta
- 1983: Pucheritos
- 1984: Delincuente
- 1985: Un sábado más
- 1986: El mejor de todos
- 1987: Querida
- 1989: Vicio
- 1990: Por un amigo más
- 1993: Lo mucho que te quiero
- 1994: Mi forma de sentir
- 1995: Pedro Fernández
- 1996: Deseos y delirios
- 1997: Tributo a José Alfredo Jiménez
- 1998: Aventurero
- 1999: Lo más romántico
- 2000: Yo No Fui
- 2002: De corazón
- 2006: Escúchame
- 2008: Dime mi amor
- 2009: Amarte a la Antigua
- 2010: Hasta que el dinero nos separe
- 2012: No que no
- 2014: Hasta el fin del mundo
- 2015: Acariciame el Corazón
- 2018: ¡Arránquense Muchachos!
- 2024: Te doy la vida

### Sencillos
- 1978: «La de la mochila azul»
- 1994: «Mi forma de sentir»
- 1995: «Si te vas»
- 1995: «Quién»
- 1996: «Fueron tres años»
- 1996: «La mujer que amas»
- 1997: «Despacito»
- 1999: «Sin verte»
- 2000: «Yo no fui»
- 2009: «Hasta que el dinero nos separe»
- 2020: «Cómo te extraño mi amor»
- 2020: «Cómo será la mujer»
- 2021: «Tanta Fortuna»
- 2022: «Ave María Morena«»
- 2023: «Te doy la vida»
- 2024: «Dulcesito de chamoy»
- 2024: «Feliz Navidad»

## Filmografía

### Cine
| Año  | Título                            | Personaje             | Notas                                                                                       |
| ---- | --------------------------------- | --------------------- | ------------------------------------------------------------------------------------------- |
| 1979 | La niña de la mochila azul        | Raúl García Palomares | Debut en el cine como estelar en compañía de Adalberto Martínez ´´Resortes`` y María Rebeca |
| 1980 | Amigo                             | Poncho                | También conocido bajo Forja de amigos                                                       |
| 1980 | El oreja rajada                   | Julián                | También conocido bajo Sangre de campeón                                                     |
| 1980 | Mamá sólita                       | Luis                  |                                                                                             |
| 1981 | La niña de la mochila azul 2      | Raúl García Palomares | También conocido como La niña de la mochila azul 2 - Raulito y el pirata camaronero         |
| 1981 | Allá en la plaza Garibaldi        | Julio                 |                                                                                             |
| 1982 | La mugrosita                      | Andrés                | Hace su debut su hermano Paquito Cuevas acreditado como José Luis Cuevas Cobos              |
| 1982 | La niña de los hoyitos            | Ferco                 | Filmada en Brownsville, Texas                                                               |
| 1982 | Los dos carnales                  | Pablo                 | Mancuerna con Jaime Santos                                                                  |
| 1983 | Como Si Fueramos Novios           | Andrés Ruelas         | Actuación estelar en compañía de Ana Patricia Rojo                                          |
| 1983 | Niño pobre, niño rico             | Mario Cervantes Jr.   | Actuación estelar en compañía de su hermano Paquito Cuevas                                  |
| 1983 | Coqueta                           | Pablo                 | Actuación estelar en compañía de Lucero acreditada como Lucerito                            |
| 1984 | Delincuente                       | Alejandro             | Actuación estelar en compañía de Lucero acreditada como Lucerito                            |
| 1985 | Un sábado más                     | Martín                | Actuación estelar en compañía de Tatiana                                                    |
| 1988 | Vacaciones de terror              | Julio                 |                                                                                             |
| 1989 | Pánico en la montaña              | Pedro                 | Actuación estelar en compañía de Adalberto Martínez ´´Resortes`` y María Rebeca             |
| 1989 | Había una vez una estrella        | Rodrigo               |                                                                                             |
| 1990 | Un corazón para dos               | Bernardo              |                                                                                             |
| 1990 | Trampa infernal                   | Nacho                 |                                                                                             |
| 1991 | Vacaciones de terror 2            | Julio                 |                                                                                             |
| 1992 | El ganador                        | Bruno                 |                                                                                             |
| 1992 | Crónica de un crimen              | Alex Kamper           |                                                                                             |
| 1992 | Comando de federales 2            | Puma                  |                                                                                             |
| 1992 | Cañón Recortado                   | Arnold Martínez       |                                                                                             |
| 1993 | Las mil y una aventuras del metro |                       |                                                                                             |

### Televisión
| Año       | Título                         | Personaje                 | Notas     |
| --------- | ------------------------------ | ------------------------- | --------- |
| 1985      | Juana Iris                     | Juan Bernardo             | Televisa  |
| 1987-1988 | Tal como somos                 | Valerio Cisneros          | Televisa  |
| 1991      | Alcanzar una estrella II       | Jorge Puente              | Televisa  |
| 1993-1994 | Buscando el paraíso            | Julio Flores              | Televisa  |
| 1999-2000 | Laberintos de pasión           | Él mismo                  | Televisa  |
| 2009-2010 | Hasta que el dinero nos separe | Rafael Medina Núñez       | Televisa  |
| 2012      | Cachito de cielo               | Padre Salvador Santillán  | Televisa  |
| 2014      | Hasta el fin del mundo         | Salvador "Chava" Cruz # 1 | Televisa  |
| 2021      | Malverde: El Santo Patrón      | Jesús Malverde            | Telemundo |
| 2023      | Mariachis                      | Rosendo Cuevas            | Max       |

### Bandas sonoras
- Preso No. 1 - Como te extraño mi amor
- Hasta el fin del mundo - Hasta el fin del mundo
- Hasta que el dinero nos separe - Hasta que el dinero nos separe / Amarte a la antigua
- Cachito de Cielo - Cachito de Cielo
- Laberintos de pasión - Laberintos de pasión
- Buscando el paraíso - Buscando el paraíso

## Premios y nominaciones
Entre los premios nacionales e internacionales ha sido galardonado con el Premio TVyNovelas al Mejor Actor (2010) por Hasta que el dinero nos separe, Premio Grammy Latino al Mejor Álbum de Ranchero Mariachi (2001) por Yo no fui, Premio Grammy Latino a la Mejor Canción Regional Mexicana (2010) por Amarte a la antigua, Premio Grammy Latino a la Mejor Canción Regional Mexicana (2013) (escritor e intérprete) de Cachito de Cielo y el Premio Grammy Latino al Mejor Álbum de Ranchero Mariachi (2015) por Acaríciame el corazón. En 2018, recibió un reconocimiento especial, el Premio a la Excelencia 2018 por su trayectoria Internacional por parte de los Latin Awards Canada.

### Premios TVyNovelas
| Año  | Categoría                                           | Telenovela/Causa               | Resultado |
| ---- | --------------------------------------------------- | ------------------------------ | --------- |
| 1986 | Mejor revelación masculina                          | Juana Iris                     | Nominado  |
| 1994 | Mejor actor juvenil                                 | Buscando el paraíso            | Nominado  |
| 1994 | Mejor tema musical                                  | Buscando el paraíso            | Nominado  |
| 2000 | Mejor tema musical                                  | Laberintos de pasión           | Ganador   |
| 2002 | Cantante ranchero de mayor proyección internacional | Premio especial                | Ganador   |
| 2010 | Mejor actor                                         | Hasta que el dinero nos separe | Ganador   |
| 2010 | Mejor tema musical                                  | Hasta que el dinero nos separe | Nominado  |